# Ngoya olwe
Ngoya olwe är en nattsländeart som beskrevs av Schmid 1993. Ngoya olwe ingår i släktet Ngoya, överfamiljen Sericostomatoidea, ordningen nattsländor, klassen egentliga insekter, fylumet leddjur och riket djur. Inga underarter finns listade i Catalogue of Life.